# Amaurobius vachoni
Amaurobius vachoni är en spindelart som beskrevs av Ernest Everett Hubert 1965. Amaurobius vachoni ingår i släktet Amaurobius och familjen mörkerspindlar.
Artens utbredningsområde är Spanien. Inga underarter finns listade i Catalogue of Life.